# 응봉운수
응봉운수(鷹峰運輸)는 서울특별시 성동구의 마을버스 회사이고, 본사는 서울특별시 성동구 왕십리로 278-17, 201동 301호 (행당동, 삼부아파트상가)에 위치해 있다.

## 보유노선
- ● 성동02번: 마장동현대APT(우시장북문) ↔ 신금호역 ↔ 논골입구
- ● 성동14번: 응봉역 ↔ 왕십리역

## 보유 차량
현대자동차
- 현대 뉴 카운티

CRRC 중국중차
- CRRC 그린웨이 720